# نوفويورالسك
نوفويورالسك (بالروسية: Новоуральск) هي إحدى مدن روسيا في الكيان الفدرالي الروسي سفيردلوفسك أوبلاست.